# Reacción en cascada
En química, una reacción en cascada o reacción tándem o reacción dominó es una serie consecutiva de reacciones orgánicas intramoleculares, que suelen proceder a través de intermediarios altamente reactivos. Permite la síntesis orgánica de moléculas multinucleares complejas, a partir de precursores acíclicos. El sustrato contiene muchos grupos funcionales que toman parte en las transformaciones químicas, uno a la vez. Frecuentemente, un grupo funcional es generado in situ a partir de una transformación química previa. La definición incluye el prerrequisito de ser intramolecular, con el fin de distinguir este tipo de reacción, de la reacción multicomponente. En este sentido, difiere de la definición de una cascada bioquímica. Las principales ventajas de una reacción en cascada en síntesis orgánica son que la reacción es rápida debido a su naturaleza intramolecular, la reacción también es limpia, muestra una alta economía de átomos, y no involucra la separación y aislamiento de muchos intermediarios.
Algunas veces, una reacción en cascada es denominada una reacción viviente, puesto que comparte algunas características con la polimerización viviente. En las reacciones en cascada se puede identificar un sitio de iniciación, un medio de propagación, y un medio de terminación. Los ejemplos de reacciones en cascada son numerosos (por ejemplo, la reacción aldólica de Tishchenko, y especialmente en la química de los alquinos (por ejemplo, la cascada de Banert), o las policicloisomerizaciones de poliolefinas. Otras reacciones de copulación de alquinos están clasificadas sobre la base de características comunes, tales como el tipo de compuesto sintetizado, por ejemplo, el modo de cascada espiro:
o la cascada en modo lineal fusionado, through application of the intramolecular Heck reaction:
o la cascada en modo de cremallera.
Otras reacciones en cascada están incluidas en las reacciones de Diels-Alder, reacciones de apertura de anillo de oxirano, y las reacciones de Pauson-Khand.
Un ejemplo de una reacción en cascada de oxirano está dado por la síntesis de ciertos polímeros en escalera poliéteres:
Este tipo de compuestos en escalera se encuentran en formas de vida marinas, tales como la marea roja. El triepóxido es preparado a partir de un trieno, a través de una epoxidación de Shi asimétrica, y con oxona como agente oxidante primario. El grupo hidroxilo en el triepóxido es activado como un nucleófilo en presencia de la base carbonato de cesio. Los voluminosos grupos trimetilsililo hacen que el poliéter sea formado con la estereoquímica correcta, y son eliminados in situ por fluoruro de cesio.